# كامبل براون
كامبل براون (بالإنجليزية: Campbell Brown)‏ هي صحفية ومقدمة تلفزيونية أمريكية، ولدت في 14 يونيو 1968 في فيريدي في الولايات المتحدة.

## وصلات خارجية
- الموقع الرسمي
- كامبل براون على موقع IMDb (الإنجليزية)
- كامبل براون على موقع قاعدة بيانات برودواي على الإنترنت (الإنجليزية)
- كامبل براون على موقع إن إن دي بي (الإنجليزية)
- كامبل براون على موقع قاعدة بيانات الفيلم (الإنجليزية)